# Uniejów
Uniejów er en by ved floden Warta i det centrale Polen i voivodskabet Łódzkie.
- Wikimedia Commons har flere filer relateret til Uniejów